# Tsvilantsé
Tsvilantsé ou Cvilance (en macédonien Цвиланце) est un village du nord de la Macédoine du Nord, situé dans la municipalité de Staro Nagoritchané. Le village comptait 52 habitants en 2002.

## Démographie
Lors du recensement de 2002, le village comptait :
- Macédoniens : 52